# Sandra Bernhard
Sandra Bernhard (* 6. června 1955, Flint, Michigan, USA) je židovská komička, herečka a zpěvačka žijící ve Spojených státech amerických.
V roce 1972 byla v rámci dobrovolnického projektu v izraelském kibucu Kfar Menache.
Před prezidentskými volbami v roce 2008 ve svém vystoupení ostře zaútočila na republikánskou kandidátku na viceprezidentku Sarah Palinovou, když ji označila za gójskou děvku, varovala ji před používáním citací ze Starého zákona během volební kampaně, nadávala na Nový zákon a uvedla, že pokud se Palinová ukáže na Manhattanu, bude skupinově znásilněna „velkými černými bratry.“